# Héctor Baley
Héctor Rodolfo Baley (San Nicolás de los Arroyos, 1950. november 16. –) világbajnok argentin válogatott labdarúgókapus. 
Az argentin válogatott tagjaként részt vett az 1978-as és az 1982-es világbajnokságon, illetve az 1980-as Mundialiton.

## Sikerei, díjai
Estudiantes
- Argentin bajnok (1): 1967 Metropolitano
- Copa Libertadores (3): 1968, 1969, 1970
- Interkontinentális kupa győztes (1): 1968
- Copa Interamericana (1): 1968

Argentína
- Világbajnok (1): 1978